# 담로
담로(擔魯)는 백제의 지방 행정 조직이다. 중앙집권화와 지방에 대한 지배의 강화를 위한 군사조직과 밀접한 관련이 있었다.

## 출전과 어원
담로가 백제의 지방 행정 조직이었다는 것을 밝히고 있는 출전(出典)은 중국의 역사서인 《양서》(梁書)로 다음과 같이 기록되어 있다.
 號所治城曰固麻謂邑擔魯 如中國之言郡縣也 其國有二十二擔魯 皆以子弟宗族分據之 
 성(城)은  “고마”라고 부르고 읍(邑)은 “담로”라고 부르는데 백제에는 22개의 담로가 있다. 모든 종족의 자제들이 그것에 따라 나뉘어 살고 있다. — 양서 백제조 권 54, 열전 48

## 역사
담로의 설치는 일반적으로 근초고왕 때에 이루어졌다고 여겨지고 있으나, 고이왕 때 이미 좌평 제도가 있었으므로 담로도 고이왕 때 시작되었다고 보는 견해도 있다. 중앙집권제를 강화하기 위해 설치된 지방 조직으로 중앙의 귀족이 수장으로 임명 받아 파견되었다. 때문에, 담로의 수는 22개로 고정되었기 보다는 시간에 따라 변화가 있었을 것으로 생각된다.
백제는 부여계의 세력이 한강 유역에 정착하면서 세워진 국가로 초기에는 마한에 조공을 바치는 관계였으나, 기원후 1세기 무렵 마한을 공격하였고, 3세기 중엽 고이왕 대에 이르러 대방군 등 당시 후한의 멸망 이후 위나라의 지배하에 있던 다른 세력을 몰아내면서 세력을 확장하였으며, 4세기 후반 근초고왕은 대외정복사업을 벌여 영토를 크게 확장하였다. 그러나 5세기 이후 고구려의 남하로 수도를 웅진으로 옮기고 지방 행정조직을 다시 정비하였다. 22개의 담로가 있었던 시기는 60여년 간 지속되었던 웅진 시기인 무령왕 시대로 여겨진다. 이후 성왕이 수도를 사비로 옮기면서 지방 행정 조직은 수도의 5부와 지방의 5방제로 재편되었다.